# Alexis von Schauenburg
Peter Joseph Balthasar Alexis von Schauenburg (* 21. Juni 1828 in Straßburg; † 1. Mai 1894 in Geudertheim) war Gutsbesitzer und Mitglied des Deutschen Reichstags.

## Leben
Schauenburg studierte Rechtswissenschaften und war Richter sowie ancien magistrat in Geudertheim.
Von 1874 bis 1877 war er Mitglied des Deutschen Reichstags für den Wahlkreis Elsaß-Lothringen 9 (Straßburg-Land). Als unabhängiger Klerikaler schloss er sich im Reichstag keiner Fraktion an.
In Geudertheim steht das Château de Schauenbourg.